# أفاعي النار حكاية العاشق علي بن محمود القصاد
أفاعي النار حكاية العاشق علي بن محمود القصاد، رواية صدرت في 2016للروائي جلال برجس الغليلات من مواليد 3 يونيو 1970 وهو شاعر وروائي أردني ولد في قرية حنينا في محافظة مادبا. توجت الرواية بجائزة كتارا للرواية العربية عن فئة الروايات غير المنشورة 2015.

## ملخص الرواية
"أفاعي النار: حكاية العاشق علي بن محمود القصاد" هي رواية للكاتب جلال برجس. الحدث الرئيسي يدور حول حريق يُشعل في منزل الشخصية الرئيسية "علي بن محمود القصاد" في باريس، بفعل "يوسف النداح" من جماعة متطرفة. النار تؤثر ليس فقط على جسد "علي" وملامح وجهه ولكن أيضًا على روحه وعقله.
الرواية تستعرض تداخل الشخصيات والقضايا في عالم يواجه التطرف والظلم الاجتماعي والديني. تبرز قوة الروح والصراع الفكري في مقاومة "علي" لتشويهه وتجربته في مواجهة الجماعات المتطرفة. الحب والإنسانية يظلان محورًا أساسيًا، ويظهر التوازن بين التفكير العلماني والديني.
الشخصيات مثيرة للاهتمام، مع "لمعة" التي تُظهر قوة ورقي في حبها لـ "علي". يتداخل مصير الشخصيات وتتشعب القصة، مما يجعل الحياة حكاية مستمرة. الرواية تتناول قضايا الحرية، والتسامح، والتوازن بين الفكر والعاطفة في مواجهة التحديات الحديثة.

## جوائز
توجت الرواية بجائزة كتارا للرواية العربية في فئة "الروايات غير المنشورة" 2015.